# Caterina Visconti

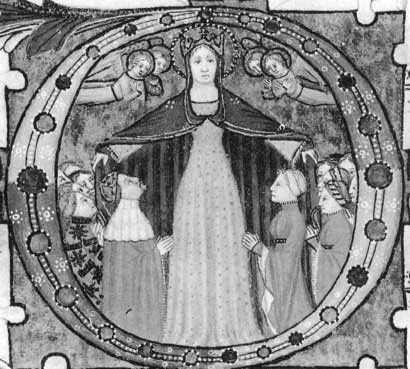
Caterina Visconti en haar echtgenoot Gian Galeazzo Visconti zitten geknield op de voorgrond van deze afbeelding, afkomstig uit een missaal van Anovelo da Imbonate.

Caterina Visconti (Milaan, 12 juli 1362 — Monza, 17 oktober 1404) was van 1385 tot 1395 vrouwe, van 1395 tot 1402 hertogin en van 1402 tot aan haar dood regentes van Milaan. Ze behoorde tot het Huis Visconti.

## Levensloop
Caterina was een van de vijftien kinderen van Bernabò Visconti, heer van Milaan, uit diens huwelijk met Beatrice Regina della Scala, dochter van Mastino II della Scala, heer van Verona.
Rond 1379 waren er onderhandelingen over een eventueel huwelijk tussen Caterina en koning Richard II van Engeland. Sir Simon Burley, de voogd en adviseur van de koning, trok voor de besprekingen naar Milaan, maar had zo zijn bedenkingen bij de plannen. Uiteindelijk bleven de onderhandelingen zonder gevolg en ging haar vader op zoek naar een andere partij voor Caterina. Op 2 oktober 1380 huwde ze in de kerk van San Giovanni in Conca met haar neef Gian Galeazzo Visconti (1351-1402), die na de dood van zijn eerste echtgenote Isabella van Frankrijk het graafschap Vertus in Champagne had geërfd.
In 1385 zette Gian Galeazzo zijn schoonvader af als heer van Milaan, waarna hij en Caterina hem opvolgden. Op 11 mei 1395 werd het echtpaar door Rooms-Duits koning Wenceslaus bevorderd tot hertog en hertogin van Milaan, nadat Gian Galeazzo daar 100.000 florijnen voor had betaald. Ook kreeg Caterina van haar echtgenoot het kasteel van Monza en de heerlijkheid Vicenza toegewezen en begonnen ze in 1396 aan de bouw van het Certosa di Pavia.
Nadat Gian Galeazzo Visconti in september 1402 stierf aan koorts, werd Caterina regentes voor haar veertienjarige zoon Gian Maria. Het hertogdom Milaan werd vanaf dan verscheurd door de machtsstrijd tussen de wettige en onwettige kinderen van Gian Galeazzo. Caterina's factie werd geleid door Francesco Barbavara, graaf van Valsesia en lid van de regentenraad van Gian Maria. De factie geleid door haar vijand, condottiero Facino Cane, wist uiteindelijk te zegevieren nadat ze erin geslaagd waren om Gian Maria te doen twijfelen over de loyaliteit van zijn moeder. Ervan overtuigd dat zij hem verraden had, liet Gian Maria Caterina op 18 augustus 1404 arresteren en haar gevangenzetten in haar eigen kasteel in Monza, waar ze in oktober 1404 stierf, vermoedelijk door vergiftiging.

## Kinderen
Caterina en haar echtgenoot Gian Galeazzo Visconti kregen drie kinderen:
- een jonggestorven dochter (1385)
- Gian Maria (1388-1412), hertog van Milaan
- Filippo Maria (1392-1447), hertog van Milaan